# Shootin' Up The World
Albums de Discharge
Massacre Divine Discharge
Shootin' Up The World est le cinquième album studio du groupe britannique Discharge parut en 1993. 
Cet album est aujourd'hui introuvable, sauf sur Internet.

## Liste des chansons
1. Manson Child (6:08)
2. Lost In You (2:44)
3. Shootin Up The World (2:34)
4. Psycho Active (2:28)
5. Leaders Deceivers (2:32)
6. Fantasy Overload (2:49)
7. Down And Dirty (2:46)
8. Never Come To Care (2:39)
9. Real Live Snuff (2:41)
10. Exiled In Hell (2:49)
11. Reprise (1:50)

## Musiciens
- Cal (Kelvin Morris) : chant
- Andy Green : guitare
- Anthony Morgan : basse
- Garry Maloney : batterie